# Hanin Elias
Hanin Elias (Wittlich,Alemanha, 31 de Maio de 1972)  é uma artista de música industrial e de techno, era membro do Atari Teenage Riot e agora segue carreira solo.

## Biografia

### Primeiros anos
Filha de um médico sírio e uma dona de casa alemã, ela viveu na Síria até os 5 anos de idade e depois voltou para a Alemanha.
Em 1987, aos 15 anos, fugiu de casa e começou a tocar com bandas de música punk e a viver na rua.
Em 1988, com 16 anos, conheceu Captain Space Sex,  um dos pioneiros do Cyberpunk e do Electro-Glam Rock, e formaram uma banda chamada Aluminia.

### Os anos com o Atari Teenage Riot: 1992-2001
Aos 18 anos conheceu Alec Empire, e eles formaram o Atari Teenage Riot, uma banda altamente polítizada, que miaturava uma música eletrônica, barulhenta e com pitadas de techno, com guitarras distorcidas, ideais anarquistas, anti-nazistas e um vocal típicamente punk.
Para fugir das regras do mainstream Alec Empire criou a própria gravadora a Digital Hardcore Recordings, mais tarde Carl Crack e Nic Endo se uniram a eles. Foi durante essa época que ela teve seu primeiro filho, Victor Venus, e se envolveu com o movimento feminista, criando o próprio selo dentro da Digital Hardcore Recordings, o DHR-Fatal dedicado a ser uma plataforma para as mulheres, e lançou seu primeiro álbum solo White Heat por esse selo.
Em 2000 ela dá a luz a sua filha, Lilie-Louise.
Em 9 de setembro de 2001, Carl Crack morre de overdose e a banda se desfaz.

### De 2002 até o presente
Em junho de 2002, Hanin relança seu selo DHR-Fatal, agora como uma gravadora independente intitulada Fatal Recordings.
Em 2004, lança seu último álbum, Future Noir, e continua fazendo shows.
Em 2006, o selo Fatal Recordings tem suas atividades suspensas. Elias anuncia em seu blog no MySpace que irá dar uma pausa da indústria musical e se muda com a família para a Polinésia Francesa.
Em 2009, faz shows na América Latina, e no MySpace oficial anuncia que fará shows no Chile, Argentina, Uruguai e Brasil.
Em agosto de 2010, ela saiu da Polinésia Francesa. Em contato com ela, ela disse que esta com novas músicas e deve voltar a fazer shows em breve.
Em março de 2012, fez show no clube Nova Nostro em São Paulo, Brasil.

## Discografia
- "There's No Love in Tekkno" (as Hanin) (Force Inc., 1992)
- Show EP (DHR, 1996)
- In Flames (1995-1999) (DHR Fatal, 1999)
- In Flames EP (DHR Fatal, 1999)
- In Flames Remix EP (DHR Fatal, 2000)
- No Games No Fun (Fatal, 2003)
- Future Noir (Fatal, 2004)